# 19-й пехотный полк (Австро-Венгрия)
19-й Венгерский пехотный полк (нем. Ungarisches Infanterie-Regiment Nr. 19) — венгерский пехотный полк Единой армии Австро-Венгрии.

## История
Образован в 1734 году, штаб полка — Дьёр. До 1915 года носил название 19-й венгерский пехотный полк «Эрцгерцог Франц Фердинанд» (нем. Ungarishes Infanterie Regiment «Erzherzog Franz Ferdinand» Nr. 19). Участвовал в австро-турецких и Наполеоновских войнах, Семилетней и Австро-итало-прусской войне, а также в подавлении Венгерского восстания.
Полк состоял из 4-х батальонов: 1-й базировался в Бруке, 2-й и 4-й — в Вене, 3-й — в Дьёре. Национальный состав полка по состоянию на 1914 год: 95% — венгры, 5% — прочие национальности.
Полк сражался на Восточном фронте Первой мировой войны и участвовал в Галицийской битве и Горлицком прорыве (солдаты полка, павшие в боях, похоронены на 145-м и 314-м военных кладбищах. В ходе так называемых реформ Конрада с июня 1918 года число батальонов было сокращено до трёх, и 4-й батальон был расформирован.

## Шефы полка
- 1734 — 9 апреля 1773: фельдмаршал Леопольд Стефан фон Палффи аб Эрдёд (венг. Leopold Stephan von Pálffy ab Erdöd)
- 1773 — 1786: фельдцейхмейстер Ричард Д'Алтон[нем.]
- 1786 — 25 ноября 1810: фельдмаршал Йозеф Альвинци де Берберек
- 1812 — 15 декабря 1846: фельдмаршал Филипп Август Фридрих, ландграф Гессен-Гомбургский
- 1847 — 25 июня 1858: фельдцейхмейстер Карл Филипп Борромеус, граф цу Шварценберг (нем. Karl Philipp Borromäus Fürst zu Schwarzenberg)
- 1858 — 30 января 1889: фельдмаршал-лейтенант эрцгерцог Рудольф (в те же годы другим шефом был фельдцейхмейстер Генрих фон Хандель)
- 1890 — 1918: генерал кавалерии эрцгерцог Франц Фердинанд[5]

## Командиры
- 1859: полковник Базиль Полловина (нем. Basil Pollovina)[10]
- 1865: полковник Георг Гривичич (хорв. Georg Grivičić)[11]
- 1873: полковник эдлер Карл фон Рат
- 1879: полковник Людвиг Диркес (нем. Ludwig Dierkes)[12]
- 1903—1906: полковник Гуго Каливода
- 1907—1911: полковник Карл Вайцендорфер (нем. Karl Waitzendorfer)[13], позже командир 27-й пехотной бригады[14]
- 1911[15]—1914[5]: полковник риттер Рудольф фон Мец (нем. Rudolf von Metz)[2]

## Известные военнослужащие
- Иоганн Карл Коловрат-Краковский, полковник